# Idaea depravata
Idaea depravata är en fjärilsart som beskrevs av Otto Staudinger 1901. Idaea depravata ingår i släktet Idaea och familjen mätare. Inga underarter finns listade i Catalogue of Life.